# Reino de Zobá
Reino de Zobá ou Arã-Zobá foi um Estado aramaico, centrado na cidade de Zobá, que existiu do século XI ao X a.C.. Teve considerável importância à sua época. De acordo com Samuel 1:14, um de seus reis pelejou com Saul (r. 1043–1011 a.C.) do Reino de Israel, mas tal afirmação requer confirmação. No tempo de Davi (r. 1011–971 a.C.), Hadadezer lutou contra Israel em duas ocasiões (Samuel 2:8 e Samuel 2:10) e terminou derrotado e subjugado. Com a ascensão de Salomão (r. 971–931 a.C.), Zobá se tornou independente de Israel.
No tempo de Hadadezer, as principais cidades do reino, além de Zobá, eram Tebá, Chum e Berotai, todas no vale do Beca. Berotai devia ser a Berotá que também foi citada na Bíblia e que estava situada entre Hamate e Damasco. Zobá, por sua vez, quiçá estava nas cercanias desta cidade, mas Jacques Fromental Halévy argumentou que podia ser a Cálcis clássica. Após o século X a.C., Zobá deixou de ser aparecer na Bíblia, mas é possível que seja a Subiti que ocorre nos anais de Assurbanípal (r. 668–627 a.C.) como tendo sido conquistada por ele no século VII a.C.. Ainda aparece em listas cuneiformes quebradas em relação com Hamate e Damasco.